# IOS 9
iOS 9 es el noveno lanzamiento del sistema operativo iOS diseñado por Apple como sucesor de iOS 8. Se anunció en la Worldwide Developers Conference (WWDC) el 8 de junio de 2015 y se lanzó el 16 de septiembre de 2015 a partir de las 10:00 a. m. (horario de San Francisco). iOS 9 incluye optimizaciones y mejoras respecto de su antecesor. Apple anunció el lunes 21 de septiembre de 2015 que su nuevo sistema operativo ya había superado el 50 % de adopción dentro de sus dispositivos compatibles.
A fecha del 17 de agosto de 2016, el 87 % de los dispositivos compatibles con iOS 9 tienen instalada alguna de sus versiones.

## Versiones

### iOS 9.0.1
El 23 de septiembre de 2015, tan solo una semana después de que Apple liberó iOS 9, este lanza iOS 9.0.1, el cual corrige varios errores y bugs relacionados con las alarmas y temporizadores.

### iOS 9.0.2
El 30 de septiembre de 2015, Apple liberó iOS 9.0.2 para solucionar un bug que permitía acceder a información confidencial desde la pantalla de bloqueo y otro respecto a iCloud.

### iOS 9.1
En noviembre de 2015, Apple lanza iOS 9.1, la cual añade compatibilidad con el iPad Pro, el Apple Pencil, el Smartkeyboard y live Photos (Gif en alta resolución o mejor dicho un video de 3 segundos sin audio); además de incluir más de 100 nuevos emojis (entre los que destaca un burrito, un taco y una cara de nerd); también da solución a errores y bugs del sistema e incluye mayor estabilidad y soporte.

### iOS 9.2
En diciembre aparece iOS 9.2, las nuevas características y novedades de esta versión son: mejoras en Safari View Controller (permitiendo ver los enlaces sin la necesidad de abandonar la aplicación), usar la vista del Lector o los bloqueadores de contenidos, utilizar la nueva función de AT&T NumberSync (esta función permite a los usuarios enviar, recibir mensajes y realizar llamadas usando su número de teléfono incluso cuando su equipo no se encuentre cerca) y por último Siri ya cuenta con el idioma árabe.

### iOS 9.2.1
Soluciona fallos y errores de la versión anterior.

### iOS 9.3
El 21 de marzo de 2016, aparece iOS 9.3. Las nuevas características y novedades de esta versión son: Mejoras en Notas, News, Salud y Apple Music, así como una nueva función denominada Night Shift que cambia los colores de la pantalla a una gama más cálida cuando se hace de noche para ayudar a conciliar el sueño. Incluye también otras mejoras y correcciones de errores.

### iOS 9.3.1
Tan solo 10 días después del lanzamiento de iOS 9.3, Apple lanzó esta nueva versión que corregía un error que padecían algunos usuarios en los que la apertura de enlaces provocaba problemas, desde cierres inesperados a apps que no responden.

### iOS 9.3.2
El 16 de mayo de 2016, Apple lanzó iOS 9.3.2. Con esta versión se daba solución a algunos problemas entre los que destaca un fallo en el bluetooth del recientemente lanzado iPhone SE.

### iOS 9.3.3
Fue lanzado el 18 de julio de 2016 para corregir errores y mejorar la seguridad de los iPhone y iPad.

### iOS 9.3.4
El 4 de agosto de 2016 Apple lanzó por sorpresa esta nueva versión. Con ella se daba solución a importantes fallos de seguridad.

### iOS 9.3.5
El 25 de agosto de 2016 Apple lanzó esta nueva versión. Con ella se daba solución a tres importantes fallos de seguridad, que se estaban usando por empresas para vigilar a determinados usuarios.

### iOS 9.3.6
El 22 de julio de 2019 Apple libera iOS 9.3.6 por sorpresa resolviendo diversos problemas.

## Historia
iOS 9 debutó en el  Worldwide Developers Conference (WWDC) de Apple, el 8 de junio de 2015, con iOS 9.0 beta 1 que se puso a disposición de los desarrolladores registrados inmediatamente después de la apertura, y una beta pública en julio.

## Características y cambios

### Aplicaciones

#### Mapas
- Se pueden ver las líneas del transporte público (solo en ciudades determinadas).

#### Apple Pay
- Se añade un nuevo país compatible con Apple Pay: Inglaterra.

#### CarPlay
- Mejoras de conexión y rendimiento.

#### Multitarea
- Se pueden utilizar 2 aplicaciones a la vez repartidas en 75/25 o 50/50 (solo para iPad Air 2, iPad mini 4, IPad Pro y iPad Pro de 9,7").
- Se puede abrir en un 25 % de la pantalla una app para hacer algo rápidamente sin tener que salir de la app en la que estábamos (solo para iPad Air/iPad mini 2 en adelante).
- Se puede minimizar un video en reproducción para seguir viéndolo mientras hacemos cualquier otra cosa en distintas apps (solo para iPad Air/iPad mini 2 en adelante).

#### Noticias
- Nueva aplicación de noticias (solo para determinadas ciudades).

#### Siri
- Una nueva interfaz intuitiva.
- Mejora en la inteligencia.
- Reconocimiento único de la voz de su dueño

#### Batería
- Modo ahorro de energía: desactiva funciones innecesarias y aumenta la batería unas 3 horas (cabe destacar que esta nueva función es exclusiva de los iPhones)
- Al actualizar a iOS 9 se añade 1 hora más de batería. (Esto es lo anunciado por Apple, pero en la realidad, puede que aumente ligeramente el tiempo de carga en móviles los cuales su batería no tenga mucho uso.)

#### Actualizaciones
- El dispositivo es capaz de borrar apps para la actualización y reinstalarla después de que el sistema operativo se actualice.
- Utiliza menos espacio.

#### Teclado
- El teclado dispone de una barra superior con varias funciones: copiar, pegar, negrita, cursiva, subrayado... (solo para el iPad).
- Mediante un gesto con dos dedos, el teclado se converte en un trackpad para poder moverse por el texto, e incluso seleccionarlo (desde la beta 3, solo para el iPad).

#### Seguridad
- Rootless: un nuevo sistema de protección contra ataques remotos (incluyendo el Jailbreak).
- Código numérico personalizable de seis dígitos.

## Dispositivos compatibles
| iPhone         | iPod touch                 | iPad                      | iPad mini                      | iPad Pro         |
| -------------- | -------------------------- | ------------------------- | ------------------------------ | ---------------- |
| iPhone 4s      | iPod touch (5a generación) | iPad 2                    | iPad mini (primera generación) | iPad Pro (12,9") |
| iPhone 5       | iPod touch (6a generación) | iPad (tercera generación) | iPad mini 2                    | iPad Pro (9,7")  |
| iPhone 5c      |                            | iPad (cuarta generación)  | iPad mini 3                    |                  |
| iPhone 5s      |                            | iPad Air                  | iPad mini 4                    |                  |
| iPhone 6       |                            | iPad Air 2                |                                |                  |
| iPhone 6 Plus  |                            |                           |                                |                  |
| iPhone 6s      |                            |                           |                                |                  |
| iPhone 6s Plus |                            |                           |                                |                  |
| iPhone SE      |                            |                           |                                |                  |